# Julyan Stone
Julyan Ray Stone (Alexandria, Virginia, 7 de diciembre de 1988) es un jugador de baloncesto estadounidense que pertenece a la plantilla del Marinos de Oriente de la Superliga Profesional de Baloncesto de Venezuela. Con 1,98 metros de estatura, juega en la posición de escolta.

## Trayectoria deportiva

### Universidad
Jugó durante cuatro temporadas con los Miners de la Universidad de Texas-El Paso, en las que promedió 5,8 puntos, 5,5 rebotes y 5,2 asistencias por partido. En su primera temporada acabó con 114 asistencias por tan solo 50 balones perdidos, siendo el ratio de 2,24, el mejor de un freshman en toda la liga universitaria esa temporada.
En su segunda temporada, Stone acabó con 5,6 puntos, 5,1 rebotes y 1,4 robos de balón por partido. Repartió además 236 asistencias, liderando al equipo y convirtiéndose en el primer juggador de la historia de los Miners en repartir más de 100 asistencias en sus temporadas freshman y sophomore.
Ya en su tercera temporada sería incluido en el mejor quinteto defensivo de la Conference USA, galardón que repetiría al año siguiente, logrando además ser incluido en el segundo mejor quinteto absoluto de la conferencia.

### Profesional
Tras no ser elegido en el Draft de la NBA de 2011, en el mes de diciembre firmó un contrato como agente libre por dos años y 1,1 millones de dólares con los Denver Nuggets, quienes lo asignaron sin llegar a debutar a los Idaho Stampede de la NBA D-League el 3 de enero.
En los Stampede jugó tres partidos, en los que promedió 7,3 puntos y 7,0 asistencias, siendo reclamado por los Nuggets tras una semana en la liga de desarrollo.
El 19 de septiembre de 2013, Stone firmó con Toronto Raptors. El 7 de julio de 2014 fue cortado por el equipo canadiense.
El 29 de agosto de 2016 firmó con los Indiana Pacers. Pero fue despedido el 23 de octubre tras disputar dos partidos de pretemporada. Regresó al Reyer Venezia donde jugó cuatro temporadas.
El 7 de julio de 2022 firmó por el Scafati Basket de la Lega Basket Serie A italiana.
El 21 de marzo de 2024 fichó por los Marinos de Oriente de la Superliga Profesional de Baloncesto de Venezuela.

## Estadísticas de su carrera en la NBA

### Temporada regular
| Año     | Equipo    | PJ | PT | MPP | %TC   | %3P  | %TL  | RPP | APP | ROB | TPP | PPP |
| ------- | --------- | -- | -- | --- | ----- | ---- | ---- | --- | --- | --- | --- | --- |
| 2011-12 | Denver    | 22 | 2  | 8.1 | .419  | .182 | .727 | 1.1 | 1.7 | .4  | .3  | 1.6 |
| 2012-13 | Denver    | 4  | 0  | 7.0 | 1.000 | .000 | .750 | .8  | .5  | .3  | .0  | 1.8 |
| 2013-14 | Toronto   | 21 | 0  | 5.7 | .412  | .250 | .667 | 1.0 | .6  | .1  | .0  | .9  |
| 2017-18 | Charlotte | 23 | 0  | 7.6 | .462  | .462 | .500 | 1.3 | 1.1 | .2  | .1  | .8  |
| Total   | Total     | 70 | 2  | 7.2 | .444  | .313 | .700 | 1.1 | 1.1 | .2  | .1  | 1.1 |

### Playoffs
| Año   | Equipo | PJ | PT | MPP | %TC  | %3P | %TL  | RPP | APP | ROB | TPP | PPP |
| ----- | ------ | -- | -- | --- | ---- | --- | ---- | --- | --- | --- | --- | --- |
| 2012  | Denver | 2  | 0  | 2.5 | .500 | 0.0 | 0.0  | .5  | 1.0 | 0.0 | 0.0 | 1.0 |
| 2013  | Denver | 2  | 0  | 6.5 | 0.0  | 0.0 | .100 | 0.0 | .5  | 0.0 | 0.0 | 1.0 |
| Total | Total  | 4  | 0  | 4.5 | .500 | 0.0 | .100 | .3  | .8  | 0.0 | 0.0 | 1.0 |